# 多丝指鼬鳚
多丝指鼬鳚（学名：Dicrolene multifilis）为蛇鳚科指鼬鳚属的鱼类。分布于孟加拉湾及安达曼群岛、印度尼西亚的佛罗勒斯海及东非洲的桑给巴尔以及南海水深1100米海区等。该物种的模式产地在孟加拉湾。